# Avril 2009 en économie (activité humaine)
| • Chronologie générale de l'économie • |

| • Chronologie générale de l'économie • |

| Années de l'économie : 2006 - 2007 - 2008 - 2009 - 2010 - 2011 - 2012    |
| Décennies de l'économie : 1970 - 1980 - 1990 - 2000 - 2010 - 2020 - 2030 |

2009 en économie : Janvier Février Mars Avril Mai Juin Juillet
Août Septembre Octobre Novembre Décembre

## Chronologie

### Mercredi1eravril 2009
- Fonds monétaire international : L'organisation annonce le lancement d'un fonds destiné à financer l'assistance technique qu'il fournit dans le domaine de la lutte anti-blanchiment et contre le financement du terrorisme. Doté de 31 millions de dollars pour cinq ans, ce fonds, le premier d'une série de « fonds thématiques », sera opérationnel à partir du 1er mai.

- États-Unis :
  - Selon le cabinet de conseil en ressources humaines ADP, les chiffres des pertes d'emplois aux États-Unis du secteur privé se monteraient à 742 000, dépassant les prévisions, déjà pessimistes, des économistes.
  - Le constructeur automobile Ford annonce une chute de 40,9 % des ventes de ses véhicules neufs aux États-Unis en mars, par rapport à leur niveau d'il y a un an, mais affichent une progression de 30 % par rapport à février. Ses seules marques Ford, Lincoln et Mercury affichent un recul de 41,3 %, à 125 107 unités. La filiale suédoise Volvo, qui a vocation à être cédée, a pour sa part enregistré un repli de 31,4 % de ses ventes, avec 6 358 unités.

### Jeudi2 avril 2009
- Les chefs d'État et de gouvernement réunis pour le sommet du G20 à Londres, sont parvenus à plusieurs compromis pour réformer la finance mondiale et relancer l'économie, confrontée à sa pire récession depuis la seconde guerre mondiale. Une déclaration commune intitulée « Un nouvel ordre mondial » a été rendue public en fin de journée, reprise par le premier ministre britannique, Gordon Brown, qui en a énuméré les différents points.
  - Les ressources propres du FMI seront multipliées par trois et portées à 750 milliards de dollars ; s'y ajouteront 250 milliards de dollars provenant d'une émission supplémentaire de droits de tirage spéciaux (DTS), l'unité de compte du FMI, qui lui permettra d'augmenter ses ressources propres. Le Fonds pourra également vendre une certaine quantité d'or pour aider les pays les plus pauvres touchés par la crise.
  - Les dirigeants du FMI et de la Banque mondiale seront désormais nommés au mérite, mettant fin à l'accord implicite qui réservait le FMI aux Européens et la Banque mondiale aux Américains.
  - 250 milliards de dollars supplémentaires seront consacrés à aider le financement du commerce pour relancer les échanges mondiaux.
  - 100 milliards de dollars supplémentaires d'aide aux banques de développement, comme la Banque asiatique de développement et son homologue africaine.
  - L'Organisation de coopération et de développement économiques (OCDE), doit publier une liste des paradis fiscaux non coopératifs, satisfaisant ainsi la demande de la France et de l'Allemagne. Le communiqué final du sommet affirme que « l'ère du secret bancaire est terminée » et que « des sanctions » seront prises contre les centres fiscaux non coopératifs.
  - Des contrôles accrus des agences de notation et des fonds spéculatifs seront mis en œuvre. En matière de rémunérations dans le secteur de la finance, de « nouvelles règles » sur les salaires et les bonus au niveau mondial seront également prises, sans plus de précisions, afin d'éviter les prises de risques excessives.
  - Le G20 réaffirme qu'il « s'empêchera d'élever de nouvelles barrières » protectionnistes jusqu'à la fin 2010.

- L'OCDE publie trois listes de paradis fiscaux sur son site, après la décision prise par le G20 de sanctionner les États fiscalement non coopératifs :
  - Une liste noire, recense quatre pays qui ont refusé de respecter les nouvelles règles internationales en matière fiscale : le Costa Rica, le territoire malaisien de Labuan, les Philippines et l'Uruguay.
  - Une liste grise comprenant les centres financiers qui ont promis de se conformer aux nouvelles règles sans les appliquer : l'Autriche, Andorre, Anguilla, Antigua-et-Barbuda, Aruba, les Bahamas, Bahreïn, la Belgique, Belize, les Bermudes, Brunei, les îles Caïmans, le Chili, les îles Cook, la République dominicaine, Gibraltar, Grenade, le Guatemala, le Liberia, le Liechtenstein, les îles Marshall, le Luxembourg, Monaco, Montserrat, Nauru, les Antilles néerlandaises, Niue, Panama, Saint-Christophe-et-Niévès, Sainte-Lucie, Saint-Vincent-et-les-Grenadines, Samoa, Saint-Marin, Singapour, la Suisse, les îles Turques-et-Caïques, Vanuatu, les îles Vierges.
  - Une liste blanche comprenant les pays qui s'y conforment « substantiellement » appelés États coopératifs : les Seychelles, l'île de Man, l'Irlande, la Barbade, la France, les États-Unis ou encore l'île de Jersey. La Chine, qui a défendu cette démarche à demi-mot, réussit à y figurer également. Elle avait donné son accord à condition que deux de ses territoires, Hong Kong et Macao, ne figurent pas sur la liste noire. L'OCDE constate néanmoins que les deux régions administratives spéciales chinoises se sont pour l'instant « limitées à des engagements ».

- États-Unis :
  - La Chambre des représentants adopte, par 247 voix contre 114, un projet de loi visant à « interdire les versements déraisonnables et excessifs et ceux non fondés sur des critères de performance » dans les sociétés ayant touché des fonds publics. Le 19 mars, la Chambre des représentants avait déjà voté un projet de loi visant à imposer à 90 % les primes telles que celles octroyées à des cadres d'AIG. Selon le nouveau texte les critères de performance (stabilité financière, résultats individuels) pour l'obtention de primes, devront être définis formellement par le secrétaire au Trésor.
  - Les États-Unis ont enregistré une augmentation inattendue des inscriptions au chômage la semaine passée, avec 669 000 nouveaux demandeurs d'emploi, le total hebdomadaire le plus élevé depuis plus de 26 ans. Le taux de chômage se monte à 8,5 %. Le nombre total des salariés licenciés inscrits à l'assurance-chômage depuis plus d'une semaine a grimpé à 5,73 millions, son dixième record consécutif, qui le propulse également plus haut que les analystes ne s'y attendaient.

### Vendredi3 avril 2009
- L'OCDE décide de retirer le Costa Rica, la Malaisie, les Philippines et l'Uruguay de la liste noire des paradis fiscaux, un jour après les y avoir inscrit, après que le secrétaire général de l'OCDE, José Ángel Gurría, a reçu une lettre de leurs ministres des Finances respectifs, l'informant que ces pays adoptaient « officiellement les normes de l'OCDE sur la transparence et l'échange d'informations, tel que stipulé dans la version 2005 de l'article 26 de la convention de l'OCDE en matière fiscale ».

- Chine : dans le cadre des interrogations sur la question de la rémunération des grands patrons qui a provoqué de vives polémiques aux États-Unis et en Europe dans le contexte de crise actuel, le China Securities Journal indique que les dirigeants des institutions financières cotées étaient les mieux payés en Chine, et avaient gagné en moyenne 604 600 yuans, salaires et primes diverses, chacun en 2008 (environ 67 000 euros). Le coefficient Gini qui mesure les inégalités de revenus est de officiellement à 0,45 en Chine alors qu'il se situait entre 0,20 et 2,25 avant le début des réformes, mais de nombreux chercheurs estiment qu'il se situe plutôt entre 0,60 et 0,70. L'un des patrons les mieux rémunérés, Peter Ma, président de l'assureur Ping An, a renoncé en février à son salaire 2008 après le catastrophique investissement de Ping An dans le groupe européen Fortis. En 2007, il avait gagné 66,2 millions de yuans (7,3 millions d'euros) avant impôts.

- États-Unis :
- 5,1 millions d'emplois ont été détruits depuis le début de la récession.
- Quelque 7 600 employés des organismes de refinancement hypothécaire Fannie Mae et Freddie Mac, sauvés par l'État fédéral en septembre, doivent se partager 210 millions de dollars en vertu d'un plan de primes de maintien en poste. James Lockhart, président de l'Agence fédérale du financement immobilier (FHFA), justifie ce programme de primes par le fait que « le maintien du capital humain » des deux groupes est un vrai « défi » et que leur situation impose le maintien d'un « personnel qualifié et expérimenté dans un grand nombre de domaines »[1].

### Lundi6 avril 2009
- FMI : selon le directeur général du FMI, Dominique Strauss-Kahn, le « succès de ce G20, la détermination des chefs d'État et de gouvernement, les décisions qui ont été prises, constituent un élément du retour à la confiance, ce qui est décisif pour que l'économie reparte », confirmant le scénario d'une reprise au premier semestre 2010 à partir des États-Unis.

- Chine : publication d'un rapport du gouvernement soulignant que le système actuel de santé publique souffre « de problèmes urgents dont se plaint fortement le public ». Ce rapport présente un nouveau programme visant à doter les 1,3 milliard d'habitants de services de santé « sûrs, efficaces, et bon marché », mais donnant peu de détails sur les modalités de la réforme. Selon le rapport, le système de santé actuel a été construit après le démantèlement du système de santé de l'ère maoïste lorsque la Chine s'est avancée sur la voie des réformes économiques lancées il y a trente ans. Les premières victimes en ont été les pauvres et les ruraux qui se sont endettés parfois lourdement pour des soins de mauvaise qualité dans des établissements vétustes et sous-équipés. Cette précarité serait l'une des raisons de l'énorme épargne de précaution existant en Chine, mais contraire aux souhaits du gouvernement de développer la consommation[2]

- États-Unis : 
  - Le constructeur automobile Ford annonce avoir bouclé la restructuration de sa dette, qui a été réduite de 9,9 milliards de dollars, par rapport aux 25,8 milliards encore supportés à la fin décembre. Cette opération va permettre de réduire de 500 millions de dollars par an les intérêts que paie Ford sur sa dette. Le groupe n'a pas réclamé d'aide de l'État alors que General Motors (GM) et Chrysler ont reçu 17,4 milliards de dollars d'aide fédérale et sont toujours menacés de faillite.
  - L'Agence de presse américaine, une coopérative de plus de 1 400 journaux, annonce qu'elle prévoyait des actions judiciaires à l'encontre des sites internet qui publient ses informations sans autorisation, et a indiqué qu'elle allait baisser ses tarifs pour ses abonnés. Selon son président Dean Singleton : Nous ne pouvons plus rester là et regarder certains utiliser notre travail avec des théories légales erronées. Dernièrement de nombreux journaux américains ont critiqué ouvertement des agrégateurs comme Google Actualités, qui fournissent des liens vers leur contenu sans partager les revenus publicitaires, cependant certains journaux se félicitent toutefois du fait que Google news fait venir de nouveaux lecteurs sur leur site.

- Union européenne : le Fonds monétaire international (FMI) serait favorable à l'adoption de l'euro par certains États d'Europe centrale et orientale touchés par la crise, sans qu'ils rejoignent formellement la zone euro, selon un rapport confidentiel cité par le Financial Times. Le Fonds estime que la zone euro pourrait assouplir ses critères d'adhésion de telle sorte que ces pays puissent devenir des « quasi-membres » sans siège à la Banque centrale européenne (BCE).

### Mardi7 avril 2009
- Le secrétaire général de l'OCDE, José Ángel Gurría, déclare : « Jeudi dernier, nous avons communiqué au G20 le fait qu'il y avait quatre juridictions qui n'appliquaient pas encore largement la norme internationale en matière d'échanges d'informations fiscales avec des pays étrangers […] Aujourd'hui, ces quatre juridictions se sont toutes engagées pleinement à procéder à des échanges de renseignements fiscaux en fonction de la norme OCDE ».

- Chine : 
  - Selon le China Daily, l'Administration Générale de la Presse et des Publications a l'ambition de réformer le monde des médias et de l'édition, étroitement lié au pouvoir communiste, pour les transformer en « véritables entités commerciales », régies par les lois du marché, à l'exception des médias « d'intérêt public ». Les journaux et magazines considérés comme servant les intérêts du public sont encouragés à restructurer leurs opérations, mais ne seront pas soumis à la pleine force du marché. Les autres, la plupart affiliés à des organismes officiels de différents niveaux, seront encouragés à se développer via « les ressources du marché », avec une période de transition d'un ou deux ans, selon les nouveaux principes, qui reconnaissent pour la première fois le statut d'éditeur privé. Quelques géants des médias devraient voir le jour, soit, six ou sept maisons d'édition et de presse aux revenus annuels de plus de 10 milliards de yuans (1,1 milliard d'euros) seront édifiés pour être concurrentiels à l'échelle mondiale d'ici trois à cinq ans. Fin 2007, le pays disposait de 9 500 magazines, 2 000 journaux et de quelque 600 maisons d'édition du régime public. Il existe aussi un certain nombre d'éditeurs privés qui drainent dès à présent de nombreux auteurs.
  - L'agence Xinhua confirme que le pays se lance officiellement dans une vaste réforme de son système de santé visant à apporter une couverture de base à tous ses citoyens d'ici à 2020 et à abandonner le système actuel considéré comme coûteux et inefficace. Le nouveau plan prévoit d'investir 850 milliards de yuans (92 milliards d'euros) sur trois ans. En 2011, 90 % de la population devrait avoir une assurance médicale de base et quelque 7 000 établissements de soins devraient aussi être construits durant cette période.
  - Le président vénézuélien Hugo Chávez entame une visite officielle de trois jours en Chine, sa sixième en dix ans de pouvoir dans un pays qu'il considère comme un « allié stratégique » du Venezuela : « Un nouvel équilibre mondial est en train de naître, un nouvel ordre mondial, le monde multipolaire dont nous rêvions depuis longtemps […] avec de nouveaux pôles, comme Pékin, Tokyo », précisant qu'il venait en Chine avec trois « objectifs concrets de grande signification stratégique » : le renforcement de la présence chinoise dans le secteur pétrolier vénézuélien, la construction de raffineries vénézuéliennes sur le sol chinois et la création d'une entreprise commune de transport maritime pétrolier afin de fournir en 2013 un million de barils de pétrole par jour à la troisième économie mondiale[3].

- Finlande : le groupe de technologies de l'information Tieto annonce la suppression de 620 emplois, principalement en Finlande et en Suède, ses deux principaux marchés. Tieto emploie 16 700 personnes, dont 5 700 en Finlande, 3 500 en Suède et 7 800 dans le reste du monde.

### Mercredi8 avril 2009

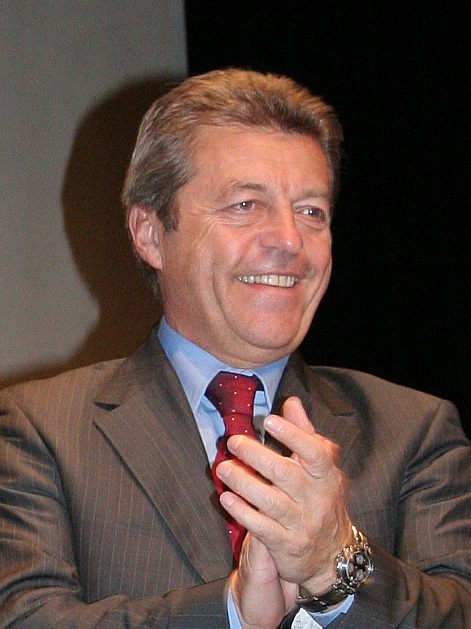
Alain Joyandet
(Janvier 2008)

- Afrique : le secrétaire d'État français à la Coopération, Alain Joyandet, annonce que la France, la FAO et la Banque africaine de développement lancent l'initiative d'un fonds de 500 millions d'euros pour lancer un fonds spécifique pour aider l'agriculture africaine : « Il y aura la Banque africaine de développement, il y aura évidemment la FAO, et nous avons aussi des fonds qui proviennent des Émirats pour dans un premier temps mettre 200 millions d'euros puis 500 millions pour financer toutes ces initiatives agricoles ou agro-alimentaires [… L'aide publique au développement est] ce dont nous avons besoin pour relancer l'Afrique et pour faire face à la décroissance [… Le président français Nicolas Sarkozy] a beaucoup insisté pour que l'Afrique soit présente [au G20 de Londres] ce qui a été le cas, et que l'on ait des résultats à la hauteur de l'enjeu ». Avec la création de ce fonds, l’Agence française de développement se propose de capter des fonds privés et des fonds souverains pour financer des projets agricoles en Afrique et s’engage à assurer un retour sur investissement - financier ou en nature - de 5 % minimum à ces investisseurs.

- France : 
  - La Caisse des dépôts et consignations (CDC) annonce une perte nette de 1,5 milliard d'euros en 2008, la première de son histoire, en raison de « moins-values sur son portefeuille de participations » liées à l'effondrement des marchés financiers et en partie à sa participation dans Dexia.
  - Le déficit commercial de février se creuse à 4,107 milliards d'euros, après 3,714 milliards CVS en janvier. Sur les douze derniers mois, le déficit cumulé s'établit à 56,337 milliards d'euros.

- Kurdistan irakien : le groupe Lafarge inaugure à Bazian, à trente kilomètres de Suleimaniyah, la plus grande cimenterie du pays d'une capacité annuelle de 2,7 millions de tonnes. Elle est opérationnelle depuis l'été 2008. Lafarge exploitait déjà une cimenterie située à Tasjula à une trentaine de kilomètres de Bazian. Ces cimenteries sont détenues en majorité au côté de partenaires irakiens à la suite de l'acquisition des cimenteries de l'Égyptien Orascom en janvier 2008. Elles emploient environ 2 000 personnes et ont une capacité totale de 5 millions de tonnes par an, soit un quart du marché irakien en pleine reconstruction et dont les besoins augmentent de 15 % par an.

- Suisse : la Suisse annonce qu'elle allait accorder une ligne de crédit limitée dans le temps pour un montant maximal de 10 milliards de dollars (7,6 milliards d'euros) au Fonds monétaire international (FMI) pour l'aider à faire face à la crise économique mondiale, « la détérioration de la situation dans les pays en développement et émergents exige tout particulièrement une augmentation des fonds ».

- Turquie : en février la production industrielle du pays a subi une chute record de 23,7 % par rapport à la même période de 2008. C'est le septième mois de baisse consécutif de la production industrielle en Turquie, en glissement mensuel. La Turquie et le Fonds monétaire international (FMI) négocient depuis le début de l'année un nouveau prêt pour prendre le relais d'un programme de 10 milliards de dollars sur trois ans, achevé en mai 2008, qui avait permis de stabiliser l'économie.

### Jeudi9 avril 2009
- États-Unis : selon le principal conseiller économique de la Maison Blanche, Lawrence Summers, le chômage aux États-Unis ne devrait pas se stabiliser au niveau actuel : « Je ne pense pas que nous puissions nous raccrocher à la perspective que le chômage se stabilise au niveau actuel […] Le chômage est un peu en décalage par rapport à ce qui se passe dans l'activité économique réelle. Et pour garder un taux de chômage stable, le PIB doit croître à un rythme discuté sans arrêt par les économistes. Quelque part autour de 2,5 % […] Une économie qui croîtrait de 1 % serait encore une économie qui verrait monter le chômage ».

- Pays-Bas : le bancassureur ING annonce son intention de céder pour 6 à 8 milliards d'actifs non stratégiques en vue de réduire son exposition au risque et de se recentrer sur ses activités principales. ING, qui a reçu en octobre 2008 une injection de capital de 10 milliards d'euros de l'État néerlandais, entend « se concentrer sur des activités moins nombreuses, mais cohérentes et fortes » et se recentrer ses activités sur l'Europe, l'assurance vie et l'épargne retraite, ce qui lui permettra de « devenir un groupe plus concentré, avec une rentabilité substantielle et un potentiel de croissance significatif ».

- Venezuela : le président vénézuélien Hugo Chávez déclare : « La relation entre la Chine et le Venezuela est consolidée. Nous avons créé des commissions pour poursuivre le travail, augmenter les investissements au Venezuela et nous parlons d'un accord encore plus ambitieux que le Fonds stratégique Venezuela-Chine » de 12 milliards de dollars.

### Vendredi10 avril 2009
- Niger : le ministère français des Affaires étrangères annonce que la France a décidé de financer l'achat de 140 000 vaccins contre la méningite. Cette épidémie « a déjà coûté la vie à près de 2 000 personnes dans l'ensemble de la région [du Sahel], dont plus de 300 au Niger […] Par cette décision, la France entend appuyer le ministère de la Santé publique du Niger à l'occasion de ses campagnes de vaccination réactive et renforcer les capacités des districts sanitaires en matière d'investigation, de vaccination, de sensibilisation, de supervision et de coordination ».

- Chine : le ministère des Finances demande aux hauts responsables des établissements financiers publics de réduire leurs salaires, pour permettre une société plus « juste » et compenser les effets de la crise économique, exigeant que les émoluments 2008 — salaires bruts, primes et assurances sociales — ne dépassent pas 90 % de ceux de 2007 : « Les salaires des dirigeants des entreprises d'État dont les résultats 2008 ont accusé une baisse seront minorées de 10 % supplémentaires […] les hauts responsables de certaines entreprises sont trop payés. Cela accroît l'écart avec le niveau moyen [des salaires] de la société […] La baisse de leurs salaires, en revanche, sert une société plus juste mais aussi les intérêts de l'État et des actionnaires »[4].

### Samedi11 avril 2009
- Chine : selon la Banque centrale de Chine, les réserves en devises du pays ont augmenté de 16 % sur une année pour atteindre 1 954 milliards de dollars (1 483 milliards d'euros) à la fin mars. La Chine détient 70 % de ses réserves en devises en produits rédigés en dollars, notamment des obligations du Trésor américain.

### Lundi13 avril 2009
- Chine : 
  - Selon le premier ministre Wen Jiabao, la production industrielle en Chine a repris en glissement annuel un rythme de progression plus dynamique en mars avec une croissance de 8,3 % sur un an contre 16,4 % en mars 2008. Il y voit un signe de reprise de l'économie, à mettre au crédit des mesures du gouvernement pour lutter contre l'impact de la crise financière internationale, précisant que les investissements en capital fixe et les chiffres de la consommation avaient ont progressé au premier trimestre, montrant que l'économie s'en sortait « mieux que prévu », cependant, « on n'a pas encore touché le fond de la crise internationale. Il est difficile d'affirmer que l'économie chinoise, toute seule, s'est débarrassée de la crise ».
  - Le fabricant japonais de pneus, Bridgestone, a annoncé qu'il allait investir 98 millions de dollars dans son usine près de Shanghai pour augmenter ses capacités de 4 200 pneus par jour d'ici le second semestre 2011, pronostiquant une augmentation de la demande locale à moyen et long termes.

- États-Unis :
  - Le secrétariat au Trésor demande à General Motors de se préparer à un rapide dépôt de bilan, bien que le constructeur affirme sa capacité à se restructurer. L'objectif est de préparer General Motors à une faillite rapide et « chirurgicale », au cas où le groupe ne parviendrait pas, d'ici le 1er juin, à trouver un accord avec ses créanciers sur l'échange d'environ 28 milliards d'obligations en actions, ainsi qu'avec le puissant syndicat Automobile Workers Union qui refuse des concessions si les créanciers n'en font pas.
  - La banque d'affaires Goldman Sachs a réussi à rassembler 5,5 milliards de dollars dans un nouveau fonds, « GS Vintage Fund V », pour racheter, avec une forte décote de 30 à 50 %, leurs parts aux banques et aux fonds qui ont investi dans des sociétés non cotées.
  -  Alabama : Le groupe de pneumatiques Michelin annonce la fermeture de son usine BF Goodrich d'Opelika, d'ici fin octobre et qui emploie quelque 1 000 employés, car avec la crise, « les consommateurs conduisent moins, achètent moins de véhicules et retardent l'achat de pneus de remplacement. La chute dramatique de la demande a créé une surcapacité importante sur le marché des pneus américains que Michelin ne voit pas rebondir à court terme ».

- Turquie : Selon le vice-premier ministre Nazim Ekren, l'économie turque devrait se contracter de 3,6 % en 2009 en raison de la crise économique mondiale, cependant le PIB 2009 devrait augmenter de 3,3 % contre 1,1 % en 2008 (9,9 % en 2004, 8,4 % en 2005, 6,9 % en 2006 et 4,7 % en 2007). La récession s'est traduite par des licenciements et une augmentation record du taux de chômage, à 13,6 % de la population active.

### Mardi14 avril 2009
- États-Unis : le président de la Réserve fédérale des États-Unis (FED), Ben Bernanke affirme percevoir des « signes timides que la forte baisse de l'activité économique pourrait être en train de ralentir » aux États-Unis, mais a prévenu que l'inflation « va rester très basse pendant un moment » ajoutant « une stabilisation de l'activité économique est le premier pas vers la reprise. Pour sûr, nous n'aurons pas de reprise durable sans stabilisation de notre système financier et nos marchés du crédit […] Même si l'inflation semble partie pour être faible pendant un certain temps, le moment viendra où l'économie recommencera à se renforcer, les marchés financiers se rétabliront et la demande de biens et services, qui est actuellement très faible, repartira à la hausse ».

- Nigeria : la compagnie pétrolière anglo-néerlandaise Shell déclare l'état de force majeure, pour les mois d'avril et de mai. Dimanche, un incendie criminel a contraint Shell à fermer une importante interconnexion d'un oléoduc et plusieurs stations de pompage adjacentes dans le delta du Niger. Cette mesure entraîne la non-garantie des livraisons. La perte de production engendrée par l'incendie s'élèverait à 180 000 barils de pétrole par jour.

- Pologne : le ministre des Finances, Jan Rostowski demande au Fonds monétaire international (FMI) d'accéder à la nouvelle « ligne de crédit modulable » (LCM) pour la somme de 20 milliards de dollars, « ceci augmentera d'un tiers les réserves de la banque centrale polonaise NBP […] pour immuniser la Pologne contre les effets de la crise et les attaques des spéculateurs ».

- Sénégal : les syndicats de Sonatel, opérateur historique des télécoms au Sénégal, déposent au ministère de la Fonction publique  un préavis de grève couvrant un délai de 30 jours pour empêcher le groupe français France Télécom de prendre le contrôle de 52,2 % du capital de leur société, dénonçant « la recolonisation du système des télécommunications par les Français  »[5].

### Mercredi15 avril 2009
- Lors de l'ouverture à Rio de Janeiro du Forum économique mondial latino-américain, regroupant quelque 550 chefs d'entreprise et économistes et hommes politiques, le président Luiz Inácio Lula da Silva réclame la construction d'un nouvel ordre économique mondial basé sur la distribution des richesses : « J'ai passé 20 ans de ma vie à réclamer un nouvel ordre économique mondial plus juste et maintenant j'entends dire qu'il faut un nouvel ordre mondial, en finir avec les paradis fiscaux et le manque de régulation du système financier […] Tous doivent reconnaître humblement que le monde contemporain a exagéré la « dose virtuelle » qui n'était pas juste avec la partie pauvre de l'humanité. Il est inadmissible que quelqu'un gagne des milliards de dollars sans produire absolument rien, en n'échangeant que des papiers […] On ne mettra fin à la misère dans le monde qu'avec la distribution des revenus ».

- Afrique : Selon l'ONG française CCFD-Terre solidaire, la création du Fonds d’investissement pour l’agriculture africaine ne répond pas aux objectifs de lutte contre la faim. Elle s'interroge en outre sur les orientations de la coopération française en matière de développement agricole.

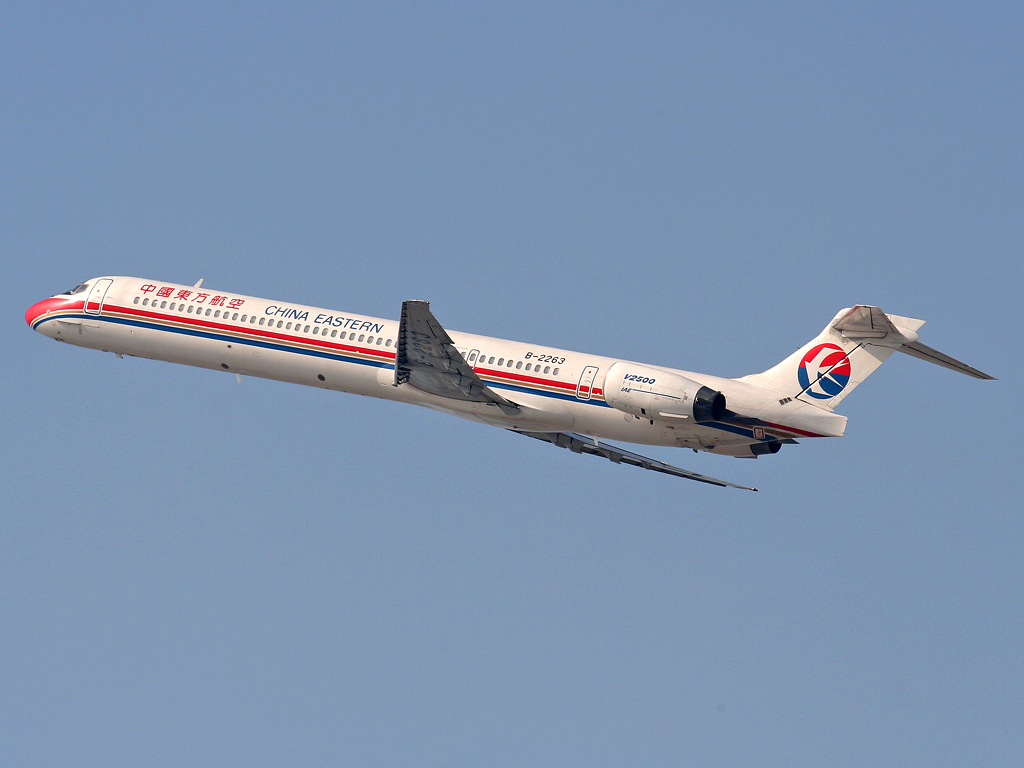
Appareil de la China Eastern Airlines
(janvier 2006).

- Chine : la compagnie aérienne China Eastern Airlines, troisième du pays, annonce une perte nette 2008 de 15,3 milliards de yuans (1,7 milliard euros), après un bénéfice de 378,6 millions de yuans (42 millions d'euros) en 2007. Selon la compagnie, ces mauvais résultats sont dus à la chute du nombre de passagers, aux cours élevés des carburants et à de mauvais choix dans les contrats de couverture sur carburants dans un contexte de volatilité des prix du pétrole. Le chiffre d'affaires a baissé de 3,4 %, à 41,1 milliards de yuans (4,6 milliards d'euros), alors que les coûts opérationnels ont augmenté de 32,5 % à 56,8 milliards de yuans, les coûts de carburants passant à 18,5 milliards de yuans (+22,3 %) et la perte de couverture sur les carburants s'est élevée à 6,2 milliards de yuans. En 2008, la compagnie a reçu du gouvernement une aide de 7 milliards de yuans pour la renflouer.

- Sénégal :
  - Selon la délégation locale de l'UE, l'année 2008 a été mauvaise pour le Sénégal, avec une chute de la croissance à 2,5 %, mais 2009 s'annonce également difficile, avec le ralentissement économique, la baisse attendue des transferts des émigrés et une très lourde dette intérieure à apurer.
  - L'Union européenne accorde au Sénégal un don de près de 134,5 millions d'euros pour un appui budgétaire dans le cadre de la lutte contre la pauvreté (75 M €), pour le financement de projets d'assainissement et de réhabilitation de routes dans le nord du pays (36 M €) et pour un financement d'équipements — matériel informatique, de logiciels professionnels et d'équipements d'exploitation — pour l'Office national de l'assainissement du Sénégal (3,5 M €). Trois conventions de financement ont été signées mercredi par le chef de la délégation de l'UE à Dakar et par le ministre sénégalais de l'Économie et des finances, Abdoulaye Diop.
  - L'État sénégalais et France Telecom signent un protocole d'accord qui conduira à l'acquisition par le groupe français de 9,87 % du capital auparavant détenu par le Sénégal. France Télécom « passera ainsi de 42,3 % à 52,2 % du capital de Sonatel », et l'État sénégalais restera le deuxième actionnaire (17,28 %).

- Suisse : la banque UBS annonce une perte trimestrielle de 2 milliards de francs suisses (1,3 milliard d'euros) la poursuite de son programme de réduction de coûts avec 8 700 licenciements.

### Jeudi16 avril 2009
- Chine : selon le Bureau national des statistiques, la croissance chinoise continue de ralentir avec en glissement annuel un rythme de progression de 6,1 % fin mars, contre 10,6 % en mars 2008. Cependant, les effets des mesures d'investissements massifs pris en novembre commencent à porter leurs fruits puisque les investissements en capital fixe ont bondi au 1er trimestre à +28,6 % dans les zones urbaines.
- Seychelles : les pays créanciers regroupés dans le Club de Paris annoncent l'annulation de 45 % de la dette des Seychelles qui pour un montant de 163 millions de dollars (215 millions d'euros) : « Les représentants des pays créanciers, conscients de la situation exceptionnelle de la République des Seychelles et de ses capacités limitées de remboursement […] ont recommandé à leurs gouvernements de mettre en œuvre le traitement exceptionnel accordant un montant total d'annulation nominale de dette de 45 % ». Ils ont également convenu « de différer » une partie des paiements dus dans les prochaines années au titre des « intérêts moratoires », est-il indiqué. Lourdement endetté, le pays avait obtenu en novembre dernier un prêt de 26 millions de dollars du Fonds monétaire international pour faire face aux conséquences de la crise financière. Fin 2008, la dette publique extérieure des Seychelles se montait à environ 760 millions de dollars.
- Union européenne, Zone euro : la production industrielle a continué de reculer de 2,3 % en février dans la zone euro, enregistrant même une baisse record de 18,4 % en comparaison annuelle. Par contre les chiffres définitifs pour janvier sont meilleurs que ceux initialement annoncés, soit -2,4 % sur un mois et -16,0 % sur un an. D'autre part, l'inflation a continué à ralentir en mars atteignant son plus bas niveau historique à 0,6 % sur un an. Plusieurs économistes n'excluent pas un passage en dessous de zéro dans le courant de l'année. Le principal taux directeur de la BCE pourrait être abaissé de 1,25 vers 1,0.

### Vendredi17 avril 2009
- Botswana : selon la société Debswana, la production de diamants du pays, premier producteur au monde de diamants, devrait baisser en 2009, passant de 33 à 15 millions de carats, en raison d'une importante baisse de la demande. Depuis décembre, l'activité dans les mines a été réduite voire arrêtée et des milliers d'emplois supprimés en raison de la chute de la demande due à la crise économique mondiale. Cependant le Botswana estime pouvoir toutefois vendre entre 18 et 20 millions de carats grâce aux stocks, d'où la décision de réduire la production à un tel niveau. La production de diamants non taillés est la plus importante industrie du pays, représentant 50 % des recettes publiques, 33 % du produit intérieur brut et 70 % des rentrées de devises[6].

- États-Unis : le président de la Réserve fédérale Ben Bernanke déclare : « Je ne pense pas que quiconque veuille revenir aux années 1970. L'innovation financière a amélioré l'accès au crédit, réduit les coûts, et augmenté le choix […] Il ne faut pas tenter d'imposer des restrictions aux fournisseurs de crédit tellement lourdes qu'elles empêchent le développement de nouveaux produits et services à l'avenir […] Il semble clair que la difficulté à gérer l'innovation lors de la période menant à la crise a été sous-estimée, et pas seulement dans le cas du prêt aux consommateurs […] par exemple, la complexité et le manque de transparence ont été un problème pour certains produits innovants destinés aux investisseurs, tels que certains produits de crédits structurés ».

- Madagascar : afin de relancer le tourisme durement frappé par la grave crise politique et sociale, le ministère du Tourisme instaure jusqu'au 31 décembre la gratuité du visa pour les touristes séjournant moins de trente jours dans le pays. Il coûtait jusqu'ici environ 60 euros. Selon le président de la Fédération des Hôteliers et Restaurateurs de Madagascar (FHORM), Éric Koller : « Le but est de dire que Madagascar se rouvre au tourisme, et de répondre à l'île Maurice » qui a supprimé cette année son droit de visa touriste. Madagascar a accueilli 378 000 touristes en 2008, en majorité des Français, générant l'équivalent de 393 millions de dollars (environ 298 millions d'euros) de recettes en devises étrangères. Ce secteur représente 25 000 emplois directs et beaucoup plus d'emplois indirects (artisanat, transporteurs, etc).

- Mexique : Le Fonds monétaire international (FMI) annonce accorder une ligne de crédit de 47 milliards de dollars sur un an pour le Mexique.

- Union européenne : le commerce extérieur de la zone euro a accusé en février un déficit de 2 milliards d'euros, bien inférieur aux 10,9 milliards enregistrés en janvier. En février 2008, le déficit avait été de 1,7 milliard. En données corrigées des variations saisonnières, les exportations ont augmenté de 0,5 % en février 2009 comparé au mois précédent, tandis que les importations ont baissé de 0,8 %. Pour l'ensemble des pays de l'UE, le déficit commercial a atteint 10,6 milliards d'euros en février après 27,2 milliards d'euros en janvier.

### Samedi18 avril 2009
- Chine : lors du Forum de Bo'ao qui réunit, dans l'île tropicale de Hainan, quelque 1 600 responsables politiques et économiques sur l'intégration économique de l'Asie le premier ministre chinois Wen Jiabao s'est voulu rassurant sur l'état de l'économie chinoise, estimant que la hausse de la consommation et de la demande intérieure laissaient entrevoir une situation « meilleure que prévu », malgré un recul des exportations et une montée du chômage, estimant que « « trois indicateurs économiques clés ont montré des signaux positifs […] la croissance de l'investissement s'est accélérée, la consommation a progressé de manière rapide et la demande intérieure continue de monter ».

- Union européenne : Le président de la Banque centrale européenne (BCE), Jean-Claude Trichet, estime qu'un taux d'intérêt directeur proche de zéro, comme au Japon, n'était de son point de vue « pas approprié au cas européen ».

### Dimanche19 avril 2009
- Le directeur général du Fonds monétaire international, Dominique Strauss-Kahn, trouve que les États ne vont pas assez vite pour assainir le bilan de leurs établissements bancaires des créances à risques. Selon lui, les débats sur les plans de relance seront une impasse tant que le système financier n'aura pas été assaini. La déflation guette les pays développés.

### Lundi20 avril 2009
- Selon la World Steel Association, la production mondiale d'acier a reculé de 1,2 % à 1 329 Mt après des croissance de 7,6 % en 2007 et 9,1 % en 2006. La World Steel Association représente 85 % de l'industrie mondiale de l'acier, soit 180 producteurs d'acier mondiaux, dont 18 des 20 plus grands.

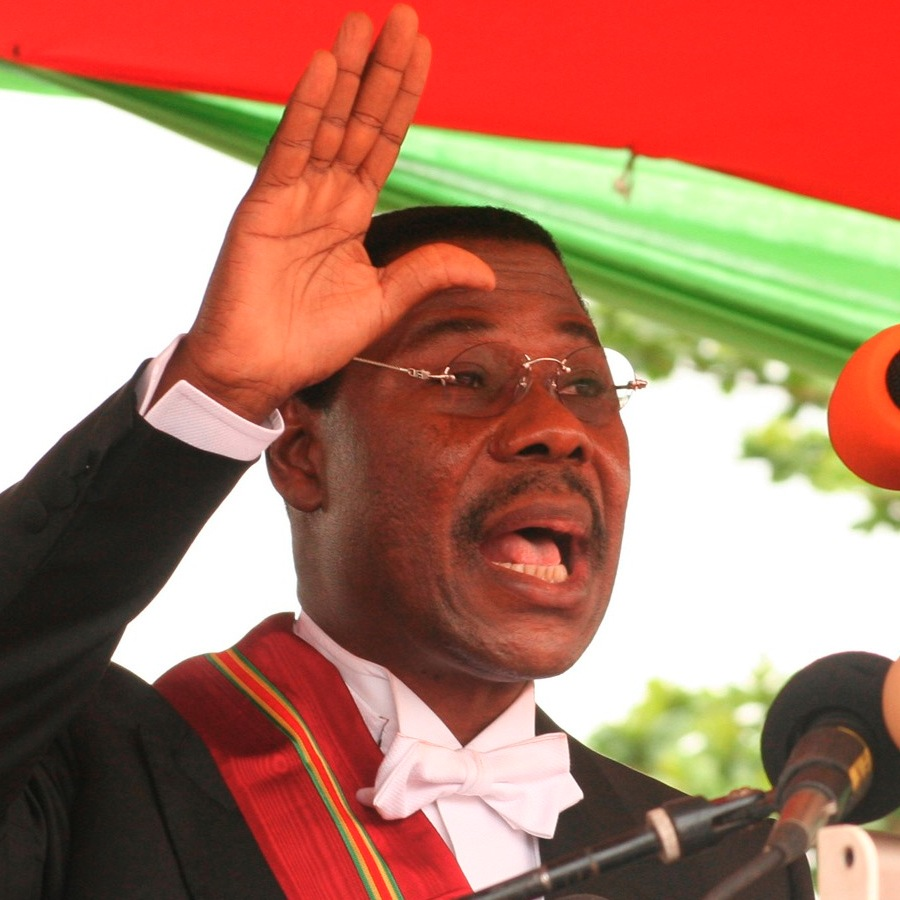
Yayi Boni
(Avril 2006)

- Bénin : le président Boni Yayi, économiste de profession, est à Paris pour une visite de travail de cinq jours. Il doit se rendre à l’Unesco et aura également un entretien avec le président français Nicolas Sarkozy pour s'entretenir « de la crise financière actuelle, de la question de la représentativité des pays africains dans les instances du G20 et des échanges commerciaux » bilatéraux. En prélude au somment du G20 de Londres début avril, le président Boni Yayi avait adressé à Nicolas Sarkozy un courrier dans lequel il plaidait pour une meilleure implication de l’Afrique dans les discussions pour l’aide au développement. Il avait également souhaité un renforcement de la réglementation et de la surveillance du système financier international et une amélioration de la gouvernance des institutions financières internationales.

- Chine : selon le China Daily, le Kazakhstan a bien loué à la Chine, malgré ses dénégations, plus de 7 000 hectares de terres attribués à une société mixte sino-kazakhe, et plus de  3 000 paysans chinois ont pris la route de la région d'Alakol, près de la frontière chinoise, pour exploiter des champs de soja et de blé. Pour la Chine, qui souffre d'une pénurie de terres cultivables, l'attrait de ces régions d'Asie centrale est évident, car dans la région chinoise d'Ili, située près de la frontière kazakhe, 1,7 million de paysans se disputent quelque 267 000 hectares de terres. En Russie, il y aurait entre 400 000 et 700 000 paysans chinois exploitant des terres auparavant inexploitées dans la province de Khabarovsk et dans la région autonome du Birobidjan[7].

- Estonie : le pays annonce vouloir adhérer à l'Organisation de coopération et de développement économiques (OCDE) pour l'« été 2010 ». L'Estonie avait été invitée à ouvrir des négociations d'adhésion en mai 2007, en même temps que le Chili, Israël, la Russie et la Slovénie. En 2006, le PIB estonien avait augmenté de 10,4 %, et de 6,3 % en 2007, avant de baisser de 3,6 % en 2008. Lourdement frappée par la crise, l'Estonie pourrait voir son PIB baisser de 8,5 % cette année, selon les estimations du gouvernement.

- États-Unis:
  - L'éditeur de logiciels Oracle annonce la prochaine acquisition du groupe informatique Sun Microsystems pour 9,50 dollars par action soit 0,10 cts de plus que l'offre repoussée d'IBM. L'accord avec Oracle valorise Sun Microsystems à environ 7,1 milliards de dollars, sur la base des 745 millions d'actions en circulation. Les deux entreprises collaborent depuis plus de vingt ans : Oracle utilise la technologie Java de Sun alors que ce dernier utilise la base de  données d'Oracle.
  - La chaîne de télévision NBC annonce avoir atteint le milliard d'épisodes visionnés en entier par les internautes sur son site en streaming lancé en octobre 2006. Ce type de site permet aux téléspectateurs de suivre les épisodes manqués de leurs séries préférées ou de découvrir des nouveautés. Ce mode de diffusion devrait désormais être pris en compte par les networks pour juger de la popularité des séries et ainsi aider à déterminer leur annulation ou reconduction en fin de saison.

### Mardi21 avril 2009
- FMI : dans son dernier « Rapport sur la stabilité financière mondiale », le Fonds monétaire international estime que l'ensemble des institutions financières  du monde entier vont encore devoir lever des centaines de milliards de dollars pour retrouver une situation financière tout simplement correcte. Le Fonds arrive au chiffre astronomique d'au moins 4 054 milliards de dollars, en raison notamment de la baisse de la valeur des actifs qui garantissaient leurs crédits, comme l'immobilier. Il additionne les pertes liées à des dépréciations d'actifs financiers américains (2 712 milliards de dollars), européens (1 193 milliards) et japonais (149 milliards), depuis le début de la crise financière à l'été 2007 et jusqu'à fin 2009.
- La Banque mondiale annonce qu'elle prévoit tripler ses investissements dans la protection sociale des pays en développement pour les porter à 12 milliards de dollars sur les deux prochaines années.

- Chine :
  - Le groupe d'électricité français EDF annonce une alliance avec deux partenaires chinois pour exploiter deux unités d'une centrale thermique dans le Henan (centre). EDF doit investir 35 millions d'euros pour 35 % de cette coentreprise montée avec la China Datang Corporation, un important électricien chinois qui détiendra 60 % des parts, et la municipalité de Sanmenxia. Les unités de 600 MW utilisent la technologie du charbon supercritique, une technologie permettant de réduire les émissions de gaz carbonique nocifs pour l'environnement et « une des plus performantes au monde ». Depuis 2006, 68 GW de capacité de production thermique au charbon ont été mis en service en Chine en moyenne chaque année, soit l’équivalent du parc de production nucléaire français.
  - Le groupe pharmaceutique français Sanofi-Aventis annonce un plan d'investissement en Chine d'un total de quelque 100 millions d'euros d'ici 2012 pour accroître ses capacités de production dans ce pays clé pour sa croissance future. Il veut particulièrement être présent dans les domaines du diabète, des maladies de cœur et du cancer. Il va investir 69,5 millions d'euros pour agrandir son usine de Pékin et construire des chaînes de production du Lantus Solostar, son médicament vedette contre le diabète, puis 31 millions d'euros pour accroître les capacités de production de son usine de Hangzhou, spécialisée dans la fabrication de médicaments contre l'hypertension artérielle, les accidents vasculaires cérébraux, le syndrome coronarien aigu et le cancer, et son déménagement vers une nouvelle zone de développement industriel. Sanofi-Aventis emploie 3 300 personnes en Chine.

### Mercredi22 avril 2009
- FMI : le Fonds monétaire international revoit en baisse ses prévisions 2009 pour l'économie mondiale à -1,3 %, estimant que la stabilisation des marchés financiers serait plus longue qu'initialement prévu[8].
- Chine : selon le Fonds monétaire international, l'économie de la Chine devrait ralentir encore en 2009, mais garder un bon rythme de croissance, alors que l'économie mondiale est en difficulté. Après 13 % en 2007, 9 % en 2008, le produit intérieur brut devrait être de 6,5 %, en 2009, ce qui est une forte performance étant donné le contexte mondial. Selon le FMI, « il y a des signes de revirement de l'activité au premier trimestre » mais « il y a encore de la place pour des mesures fiscales », de plus « en Chine, de nouvelles mesures pour soutenir la consommation seraient utiles pour rééquilibrer l'économie à moyen terme mais aussi apporter une aide à court terme ». Ces mesures pourraient prendre la forme d'améliorations dans le domaine de la santé publique, de l'éducation, des retraites, de nouveaux investissements en faveur du développement des campagnes ou de réductions d'impôts et de taxes à la consommation.

### Jeudi23 avril 2009
- Amérique latine : la Banque mondiale, la Banque interaméricaine de développement et d'autres institutions multilatérales annoncent avoir débloqué jusqu'à 90 milliards de dollars sur les deux prochaines années pour les pays d'Amérique latine.

- États-Unis :
  - Le groupe automobile italien Fiat annonce la suppression de « 10 % à 15 % » des emplois de sa filiale américaine de machines agricoles et d'engins de construction CNH, qui emploie environ 31 000 personnes, afin d'ajuster les « coûts et la structure » de la société aux « perspectives du marché ».
  - Le constructeur automobile General Motors annonce la fermeture de 13 de ses usines d'assemblage en Amérique du Nord pour des périodes allant jusqu'à neuf semaines cet été pour réduire sa production de 190 000 unités cette année et résorber ses stocks d'invendus de 767 000 véhicules. Cette mesure entre dans le cadre des efforts du groupe qui est menacé d'un dépôt de bilan. GM a reçu 13,4 milliards de dollars d'aides du gouvernement fédéral et va obtenir 5 milliards supplémentaires qui doivent lui permettre de fonctionner jusqu'au 1er juin, date-butoir fixée par l'administration Obama pour qu'il présente un plan de restructuration crédible.

- Somalie : Ouverture à Bruxelles de la Conférence internationale des donateurs pour rétablir la sécurité en Somalie. 
  - La Commission européenne promet « au moins 60 millions d'euros pour soutenir les institutions sécuritaires en Somalie et la mission de l'Union africaine en Somalie (Amisom) », soit près de la moitié de l'aide de 166 millions de dollars espérée par l'ONU. La Commission européenne a prévu une aide au développement de 215,4 millions d'euros pour la Somalie pour la période 2008-2013. Selon le commissaire au Développement Louis Michel : « Depuis près de vingt ans, la Somalie ne bénéficie pas de l'État de droit mais est régie par la loi de la jungle. Maintenant, pour la première fois, la Somalie a un gouvernement crédible et la communauté internationale doit le soutenir ». Selon José Manuel Durão Barroso : « Les actes récents de piraterie ont réveillé la communauté internationale, mais il serait faux de limiter la réponse à une intervention militaire […] C'est simplement un nouveau symptôme d'un profond délabrement de l'État pendant 17 ans »[9].
  - L'ensemble des participants à la conférence se sont engagés à débloquer 250 millions de dollars (191 millions d'euros) pour aider à stabiliser le pays et lutter contre la piraterie maritime, alors de 166 millions étaient espérés.

### Vendredi24 avril 2009
- Sénégal : la compagnie aérienne Air Sénégal International (ASI), la plus importante compagnie aérienne d'Afrique de l'Ouest, créée en l'an 2000, « a cessé d'opérer et a dû arrêter tous ses vols ». La compagnie est détenue à 51 % par Royal Air Maroc et à 49 % par l'État du Sénégal en conflit ouvert depuis près de deux ans sur la gestion de leur filiale commune. Selon un communiqué : « Depuis plusieurs semaines, Royal Air Maroc n'a cessé d'alerter ses coactionnaires sénégalais sur les risques d'arrêt des activités d'Air Sénégal International. Aujourd'hui, Air Sénégal International a cessé d'opérer et a dû arrêter tous ses vols […] Cette fin d'exploitation est la conséquence inévitable de la situation créée par la partie sénégalaise qui a pris, malgré les multiples mises en garde de Royal Air Maroc, des décisions qui ont nui à l'existence même de sa compagnie nationale ». La crise s'est aggravée début avril à la suite d'une décision d'un tribunal sénégalais interdisant à Royal Air Maroc de se retirer de la gestion d'Air Sénégal. Fin 2007, le Sénégal avait annoncé son intention de prendre le contrôle de la société en reprochant à la RAM d'avoir mal géré l'entreprise.

### Samedi25 avril 2009
- Afrique : le Fonds monétaire international estime que l'Afrique allait « avoir besoin de davantage de soutien », prévoyant que l'Afrique sub-saharienne, où se trouve le plus grand nombre de pays bénéficiant d'une aide du Fonds, voie son produit intérieur brut croître seulement de 1,5 % cette année, après 5,5 % en 2008.

- Union européenne : le commissaire européen aux affaires économiques, Joaquín Almunia, annonce que la Commission européenne allait proposer cette année « une réforme ambitieuse » du système financier des 27, fixant 5 objectifs : apporter à l'UE un système de surveillance capable de détecter les menaces de manière précoce, remplir les lacunes de la réglementation sur certains instruments ou acteurs financiers, renforcer les assurances pour les épargnants, investisseurs et entreprises et d'avoir accès aux financements, améliorer la gestion des risques et le système de primes, et aggraver les sanctions contre les infractions aux règles des marchés.

### Lundi27 avril 2009
- Chine : le ministère de l'Agriculture et l'administration chargée du contrôle de qualité et de la quarantaine, ont suspendu les importations de porc et de produits porcins en provenance du Mexique et de trois États américains: Texas, Kansas et Californie. Cette interdiction vise à prévenir l'arrivée en Chine de l'épidémie provoquée par le virus A/H1N1, les voyages vers ces destinations et notamment le Mexique, foyer de l'épidémie, ne sont pas interdits.

- Union européenne : l'UE lance officiellement des procédures pour « déficit  excessif » contre la France, l'Espagne, l'Irlande et la  Grèce, dont  les finances publiques se sont dégradées ces derniers mois en raison de  la crise, ainsi que des  recommandations « sur les mesures correctives  nécessaires ». L'UE accorde jusqu'en 2012 à la France et l'Espagne pour  ramener leur déficit public sous la limite en vigueur de 3 % du PIB, demande à la Grèce de revenir dès 2010 sous les 3 % et à l'Irlande, qui  compte parmi les pays européens les plus touchés par la crise, de le  faire en 2013.

### Mardi28 avril 2009
- Danemark : le constructeur d'éoliennes Vestas, malgré une hausse de 70 % de son bénéfice net à 56 millions d'euros, au 1er trimestre 2009, annonce la suppression de 1 900 emplois en Europe du Nord, notamment au Danemark et  en Grande-Bretagne, à  cause « de surcapacités structurelles significatives » pour le marché européen. Fin 2008, le groupe employait 21 259 personnes[10].

- Chine :
  - Les banques chinoises ont continué en avril d'octroyer fortement des crédits selon le souhait des autorités chinoises qui veulent ainsi soutenir la croissance. Les instituts financiers ont prêté au premier trimestre un total de 4 580 milliards de yuans (511 milliards d'euros), soit 92 % du seuil minimum fixé par le gouvernement pour toute l'année 2009.
  - L'équipementier en télécommunication franco-américain Alcatel-Lucent Shanghai Bell conclut deux contrats pour un montant de 1,7 milliard de dollars (1,3 milliard d'euros) avec les opérateurs China Mobile (1 milliard de dollars) et China Telecom (700 millions de dollars), portant sur la modernisation des réseaux et la fourniture de « services d'intégration et de maintenance en 2009 » pour « les deux opérateurs chinois qui se sont vus attribuer des licences 3G en janvier 2009 ». Alcatel-Lucent est également retenu par China Omnicom pour le déploiement de réseaux 3G « dans 14 provinces chinoises ».

### Mercredi29 avril 2009
- Chine :
  - Sinopec, premier raffineur d'Asie, porté par la baisse des cours mondiaux du pétrole brut, annonce des bénéfices en progression de 85,1 % à 11,22 milliards de yuans (1,26 milliard d'euros) en glissement annuel au premier trimestre.
  - PetroChina, premier producteur de pétrole de Chine, enregistre une chute de bénéfices de 35,3 % en glissement annuel à quelque 19 milliards de yuans (2,14 milliards d'euros), précisément à cause du baril meilleur marché ainsi que d'une baisse de la demande.

### Jeudi30 avril 2009
- OMC : le Français Pascal Lamy (62 ans) est  reconduit à la tête de l'Organisation mondiale du commerce (OMC) pour un second mandat de quatre ans, à l'issue d'un vote par acclamations de ses 153 membres. Il déclare vouloir faire de la conclusion des négociations sur la libéralisation des échanges sa « priorité numéro un »afin selon lui de dynamiser le commerce mondial en faisant tomber des milliers de barrières douanières. Social-démocrate convaincu, il plaide pour une mondialisation « encadrée par des règles », soutenant l'idée d'« une concurrence plus loyale » entre le Nord et le Sud.